# Децентралізована система

Порівняльна діаграма між централізованою системою (A) та децентралізованою системою (B).

Децентралізована система — це система, в якій учасники поділяють всі необхідні обчислення між собою, не вдаючись до ресурсів централізованих систем (єдиного центрального сервера, або бази даних). Дані учасників мережі зберігаються на окремо взятих пристроях самих учасників або на багатьох з них частково, для підвищення рівня захисту. Децентралізовані системи характеризуються дуже високою стійкістю до зломів даних учасників або атакам на мережу в цілому, тому все частіше стають базовими для фінансових мереж і платформ.

## Самоорганізація
Децентралізовані системи нерозривно пов'язані з ідеєю самоорганізації — явищем, в якому локальні взаємодії між компонентами системи встановлюють порядок і координацію для досягнення важливих цілей без центрального керуючого впливу. Правила, що визначають ці взаємодії, виникають з локальної інформації, а у випадку біологічних (або біологічно натхненних) агентів — з тісно пов'язаної системи сприйняття і дії агентів.

## Приклади
Децентралізовані системи можна легко знайти в природі, вони також очевидні в деяких аспектах людського суспільства.

### Спільноти комах

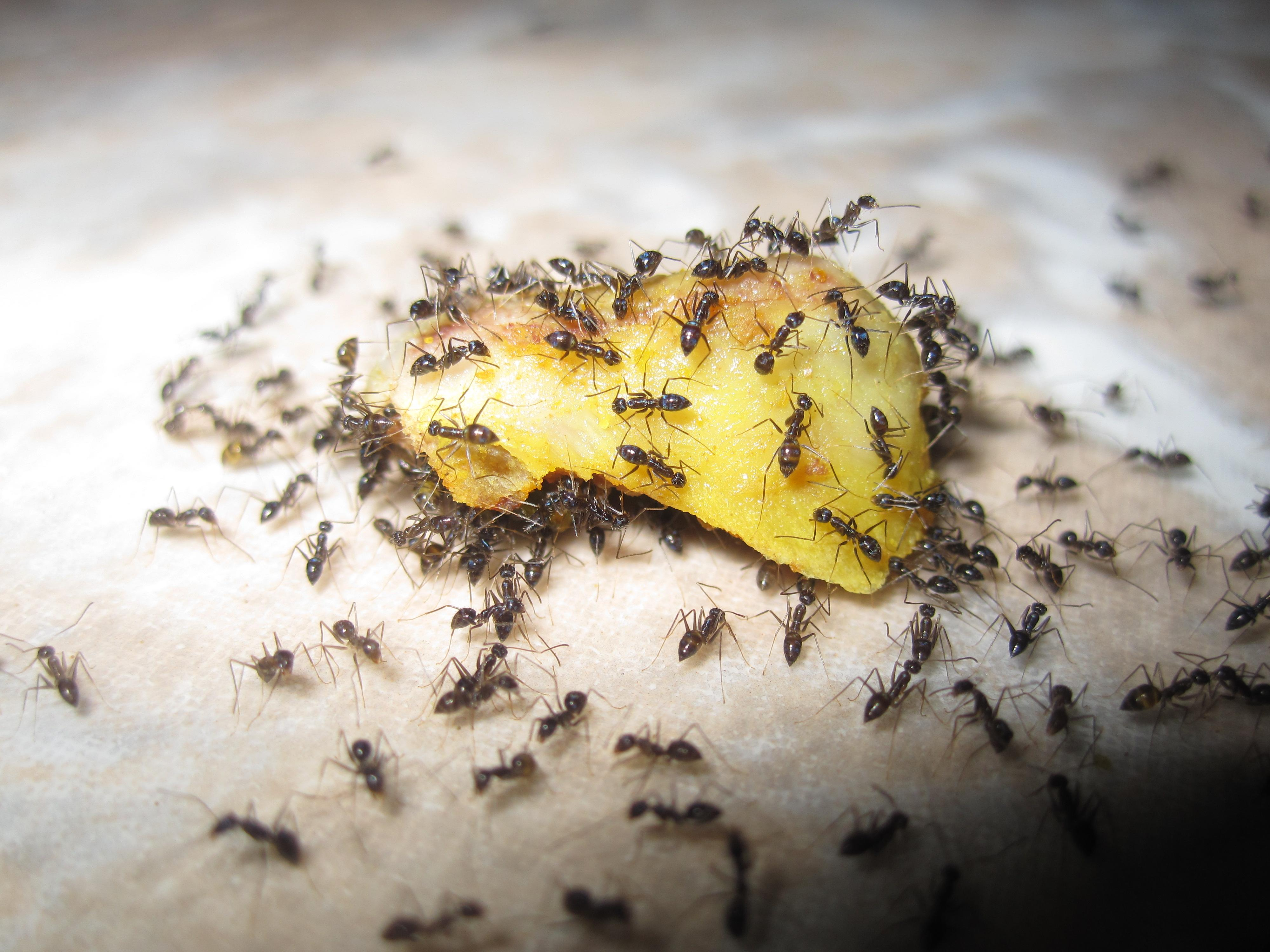
Мурашки їдять шматочок фрукта

Одним з найвідоміших прикладів «природної» децентралізованої системи є система, що використовується певними колоніями комах. У цих колоніях комах контроль розподілений між однорідними біологічними агентами, які діють на основі локальної інформації та локальних взаємодій, щоб колективно створити складну глобальну поведінку. Індивідуально демонструючи просту поведінку, ці агенти досягають глобальних цілей, таких як годування колонії або вирощування розплоду, використовуючи динамічні механізми, такі як неявна комунікація, та експлуатуючи свої тісно пов'язані системи дії та сприйняття. Без будь-якого центрального контролю ці колонії комах досягають глобальних цілей, виконуючи необхідні завдання, реагуючи на зміну умов у середовищі колонії з точки зору активності виконання завдань, і згодом регулюючи кількість працівників, які виконують кожне завдання, щоб забезпечити виконання всіх завдань.
Натомість мурашки використовують гнучку систему розподілу завдань, яка дозволяє колонії швидко реагувати на мінливі потреби для досягнення цих цілей. Ця система розподілу завдань, подібно до розподілу праці, є гнучкою, оскільки всі завдання залежать або від кількості зустрічей мурашок (які відбуваються у формі антенного контакту), або від відчуття хімічних градієнтів (за допомогою нюху для виявлення феромонних слідів), а отже, можуть бути застосовані до всієї мурашиної популяції. Хоча нещодавні дослідження показали, що певні завдання можуть мати фізіологічні та вікові пороги реагування.
Наприклад, руді мурашки-жниварки (Pogonomyrmex barbatus) повідомляють іншим мурашкам, де знаходиться їжа, скільки її доступно і чи варто переходити до пошуку корму, використовуючи кутикулярні вуглеводневі запахи їжі та насіння, а також швидкість взаємодії через контакт коротких вусиків.

### Мережі
- P2P мережа (наприклад, Decentralized network 42(інші мови))

### Платіжна система
- Біткойн
- Dash
- Monero
- Zcash